# Ponte (Italie)
Pour les articles homonymes, voir Ponte.
Ponte est une commune italienne de la province de Bénévent, dans la région Campanie.

## Administration
| Période                                  | Période  | Identité    | Étiquette     | Qualité |
| ---------------------------------------- | -------- | ----------- | ------------- | ------- |
| 2014                                     | En cours | Mario Meola | Liste civique |         |
| Les données manquantes sont à compléter. |          |             |               |         |

### Communes limitrophes
Casalduni, Fragneto Monforte, Paupisi, San Lorenzo Maggiore, San Lupo, Torrecuso